# 오쿠마촌 (후쿠시마현)
오쿠마촌(逢隈村)은 1955년까지 후쿠시마현 다무라군에 있던 촌이다. 1955년 4월 1일 오쿠마촌, 다카노촌 등 2개 촌이 합병하여 니시다촌이 신설되고 폐지되었다.

## 지리
- 고리야마시의 북동부, 구 니시다촌의 서부가 오쿠마촌이 있던 곳이다.

## 역사
- 1889년 4월 1일 - 정촌제 시행에 의해 오니우다촌, 기무라촌, 산초메촌, 오타촌이 합병해 다무라군 오쿠마촌이 성립하였다. 세대수 474호, 인구 3,064명.
- 1955년 4월 1일 - 오쿠마촌, 다카노촌 등 2개 촌이 합병하여 니시다촌이 신설되고, 오쿠마촌 등은 폐지되었다.

## 인구
- 1889년 3,064
- 1920년 3,415
- 1947년 4,409

## 참고 문헌
- 『町村合併の記録』（福島県総務部地方課、1958）
- 『郡山市史』別巻（福島県郡山市、1975）
- 角川日本地名大辞典編纂委員会『角川日本地名大辞典 7 福島県』、角川書店、1981年 ISBN 4-04-001070-1
- 日本加除出版株式会社編集部『全国市町村名変遷総覧』、日本加除出版、2006年、ISBN 4-8178-1318-0